# Jaume Corbera i Pou
Jaume Corbera i Pou (Palma, 1954) és filòleg i professor emèrit de Filologia Catalana i Lingüística General de la Universitat de les Illes Balears.
El 1976 es llicencià en Filosofia i Lletres, secció Filologia Romànica (Catalana) a la Universitat de Barcelona. Es doctorà el 1991 amb una tesi sobre l'alguerès. Des de 1993 és professor titular de la UIB. És especialista en Geografia Lingüística i Lingüística Històrica. Ha escrit nombrosos articles per a revistes i premsa com Lluc, Latitud 39, Última Hora i Baleares. Fundà la llibreria Quart Creixent a Palma juntament amb Antoni Artigues i Maria Pons l'any 1982.
Ha estat guardonat amb el Premi Josep Sanna (1995) sobre llengua, història i cultura de l'Alguer, instituït per l'Escola d'Alguerès Pasqual Scanu (l'Alguer, Sardenya) i amb el premi Aula Francesc de Borja Moll (1996) de l'Estudi General de Palma pel projecte Arxiu Audiovisual dels Dialectes Catalans de les Illes Balears.

## Obres publicades
Projectes d'investigació
- Arxiu audiovisual dels dialectes catalans de les Illes Balears (1997-2002). Investigador principal: Jaume Corbera
- Análisis y edición del 'Bolletí del Diccionari de la Llengua Catalana' (1901-1936). 2002-2004. Investigador principal: Nicolau Dols (UIB)
- Atles de l'entonació del català (2006-2010). Investigador principal: Pilar Prieto (UAB - UPF)

Principals publicacions
- Alfa. Mètode d'autocorrecció gramatical assistida (1994 i 1995). Coautors: Jaume Morey i Joan Melià.
- Parlar bé. Orientacions per a l'ús correcte de la llengua catalana, amb referències especials a les Illes Balears (1996, 2002, 2011)
- Caracterització del lèxic alguerès. Contribució al coneixement del lèxic alguerès modern, Palma de Mallorca, Universitat de les Illes Balears, 2000
- Arxiu audiovisual dels dialectes catalans de les Illes Balears. Antologia (2006)
- La Unió Europea, un mosaic lingüístic (2013)